# 鳥取自動車

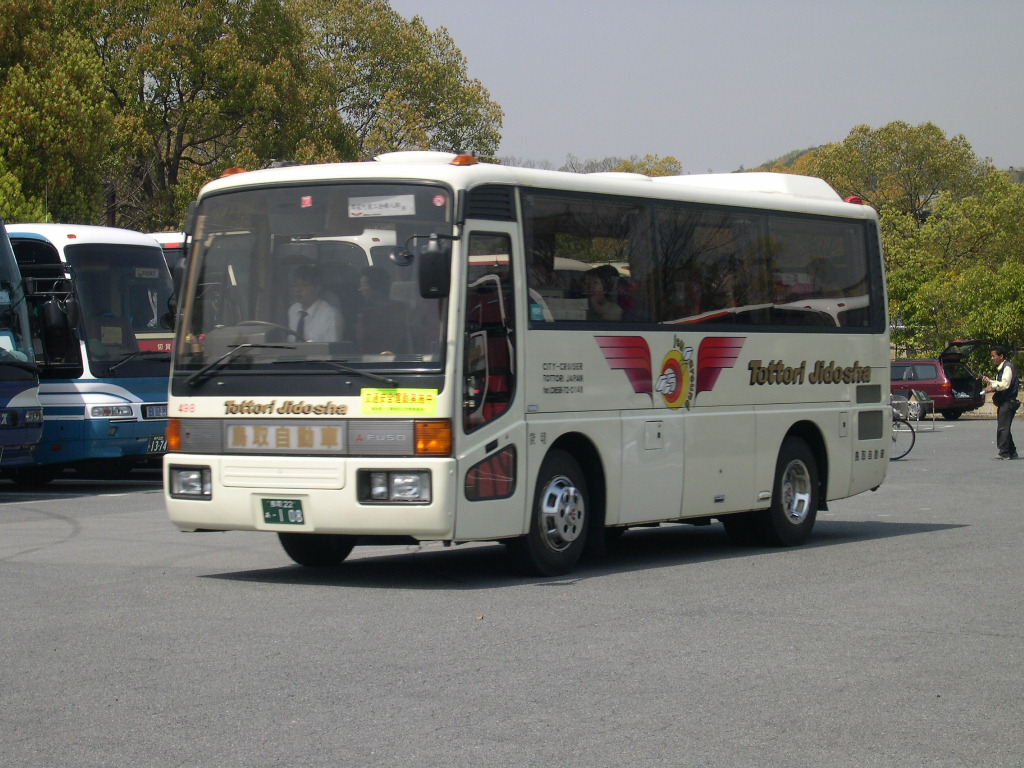
貸切バス車両

鳥取自動車（とっとりじどうしゃ）とは、鳥取県鳥取市に本社を置く日本の貸切バス・タクシー事業者。鳥取県東部で「鳥タク」の通称でタクシー事業を運営する。日本交通の子会社である。
過去には「クローバーバス」の愛称で路線バスの運行も行っていたが、全路線を廃止し各自治体の廃止代替バスへ移管された。

## 歴史
- 1953年3月15日 会社設立。
- 1997年（平成9年）4月1日 日本交通より郡家町（現・八頭町）・船岡町（現・八頭町）・若桜町内の支線を譲り受ける。また、郡家町（現・八頭町）・船岡町（現・八頭町）・八東町（現・八頭町）・若桜町の自家用バス（スクールバスなど）の受託運行も引き受ける[1]。
- 2002年（平成14年）3月1日 国中線を運行開始。
- 2005年（平成17年）9月1日 本社を現在地に移転。なお、跡地には鳥取生協病院が建設された。
- 2006年（平成18年）9月30日 国中線を廃止。
- 2007年（平成19年）4月1日 八頭町内線を休日運休に変更。
- 2008年（平成20年）4月1日 智頭町内で高速バスに接続する乗合タクシーを運行開始。これは、3月30日に鳥取自動車道智頭南IC～智頭IC間が供用開始されたことに伴い、該当経路を通る高速バスが、従来のバス停から高速道路上のバス停の停車に変更されたことによる。
- 2008年（平成20年）12月1日 若桜駅 - 吉川線と若桜駅 - 小船 - 落折線を統合し、若桜駅 - （吉川） - 小船 - 落折線に変更。若桜駅 - 諸鹿線（乗合タクシー）を休日運休に変更。
- 2010年（平成22年）4月1日 八頭町・若桜町のクローバーバス全路線を廃止し、八頭町営バス（さんさんバス）・若桜町営バス（おにっ子バス）・ワーカーズコープゆいまぁる（過疎地有償運送）に移管。これに伴い、八頭町営バス・若桜町営バスの運行を受託。
- 2023年（令和5年）3月31日 この日をもって智頭営業所を廃止[2]。

## 営業所（車庫）の所在地
- ハイヤーセンター（タクシー）
  - 鳥取県鳥取市雲山219番地
- 八頭配車センター郡家営業所（タクシー・バス）
  - 鳥取県八頭郡八頭町郡家229番地2

## 受託運行路線
- 八頭町営バス（やずバス）
- 若桜町営バス（おにっ子バス）

## かつて運行していた路線

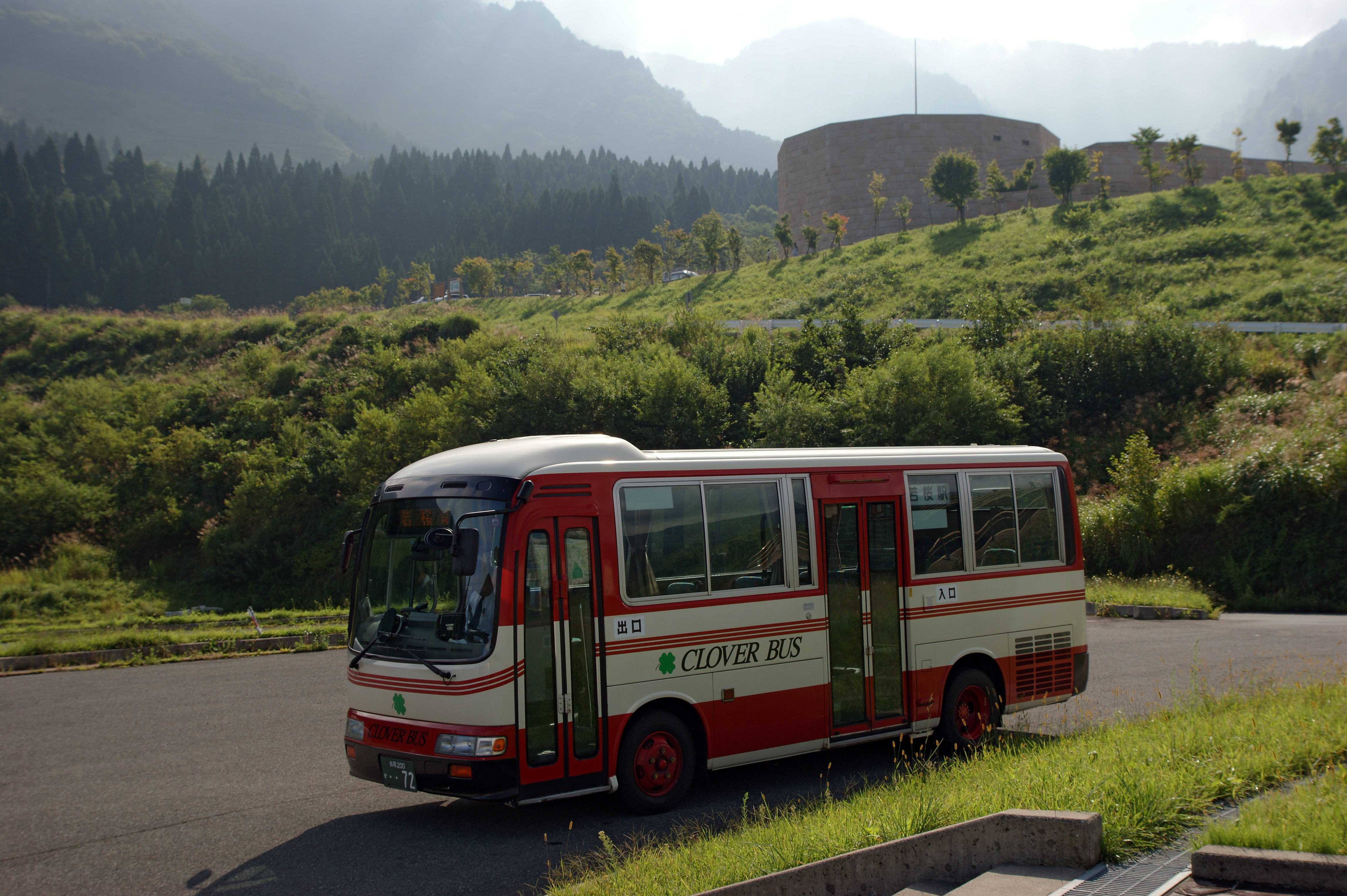
クローバーバス、氷ノ山ふれあいの里

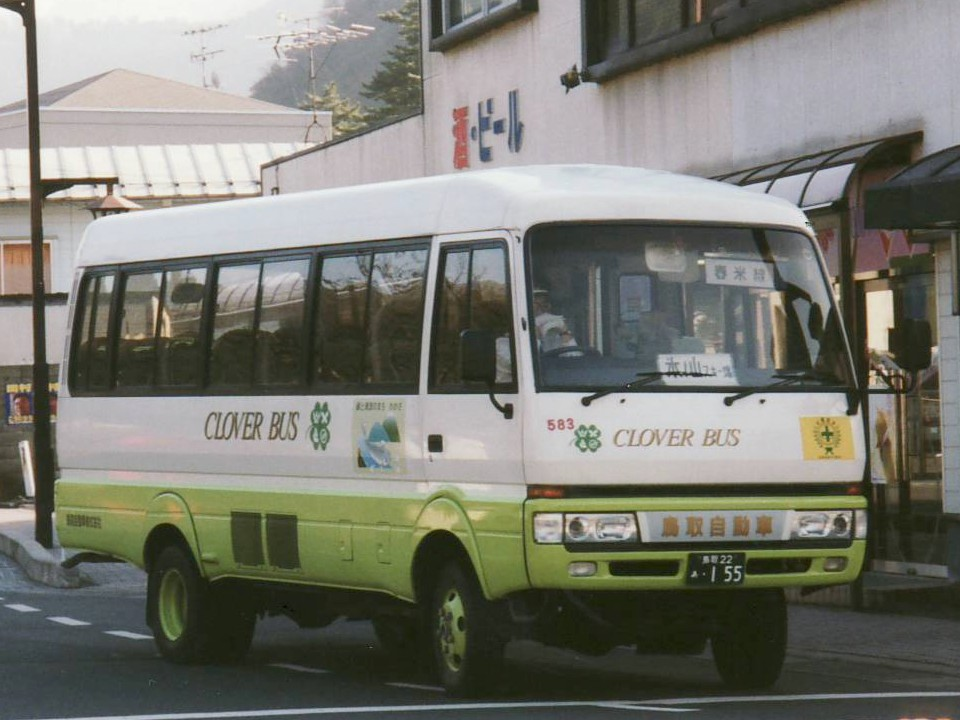
クローバーバス、若桜駅

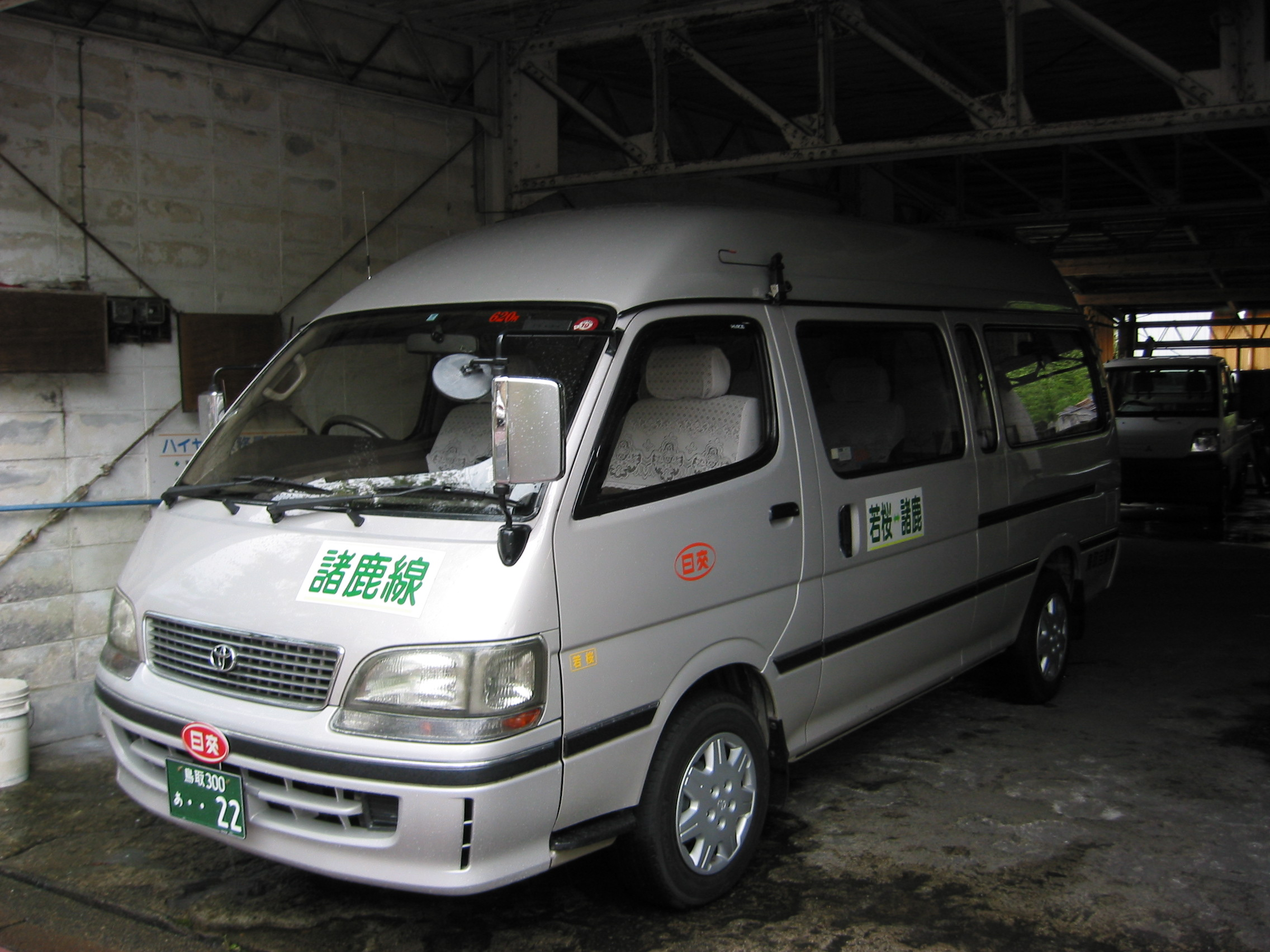
クローバーバス諸鹿線（乗合タクシー）の車両（2007年当時）

### 路線バス
- 八頭町（クローバーバス）   
  - 落岩 - 堀越 - 郡家駅前 - 八頭町本庁舎前 - 八頭高前 - 八頭町船岡庁舎前 - 大江車庫   
    - 休日運休。落岩 - 大江車庫間の直通便は1往復のみで、あとは落岩 - 八頭町本庁舎前間または郡家駅前 - 大江車庫間の区間運行だった。

  - 郡家駅前 - 八頭町本庁舎前 - 八頭高前 - 石田百井 - 国中一区（河原駅） - 石田百井 - 土師百井 - 郡家駅前   
    - 2002年3月1日に運行を開始したが、2006年9月30日をもって廃止された。

- 若桜町（クローバーバス）   
  - 若桜駅 - 若桜駅前 - 舂米口 - 舂米（つくよね） - 氷ノ山スキー場 （- 氷ノ山ふれあいの里）   
    - 氷ノ山スキー場 - 氷ノ山ふれあいの里間は3月21日 -12月20日のみ運行だった。

  - （ドリーミー -）若桜駅 - 若桜駅前 - 舂米口 - 岩屋堂 - （吉川） - 岩屋堂 - 農協前 - 中原 - 小船 - 落折

### 乗合タクシー
- 鳥取空港 - 鳥取砂丘間乗合タクシー
  - 鳥取砂丘コナン空港 - 鳥取砂丘
    - 毎年シーズン限定で運行される（2013年は4月5日～12月23日の間の金・土・日曜・祝日、及びゴールデンウィーク期間や夏休み期間中の毎日）。
    - 日本交通、旭タクシー、大森タクシーとの共同運行である。
    - 鳥取県からの補助金打ち切りに伴い、2016年3月31日に運行を終了した[3]。

- 若桜町（クローバーバス）   
  - （舂米口 - 若桜駅前 -） 若桜駅 - 諸鹿   
    - 休日運休。全便ジャンボタクシー（トヨタ・ハイエース）で運行されていた。
- 智頭町（鳥タク）
  - 智頭駅前・智頭（京橋・諏訪保育園前） - 智頭福原
    - 予約制。智頭福原で高速バスに接続していた。